# Atsabella
Atsabella es un género de foraminífero bentónico de la familia Ophthalmidiidae, de la superfamilia Cornuspiroidea, del suborden Miliolina y del orden Miliolida. Su especie tipo es Atsabella bandeiraensis. Su rango cronoestratigráfico abarca desde el Carniense hasta el Noriense (Triásico superior).

## Discusión
Clasificaciones más recientes incluyen Atsabella en la superfamilia Nubecularioidea.

## Clasificación
Atsabella incluye a la siguiente especie:
- Atsabella bandeiraensis †